# جروبي

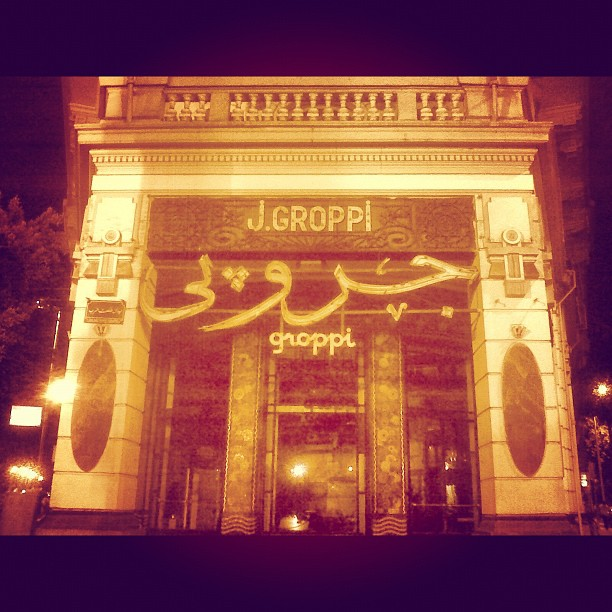
واجهة مقهى جروبي عام 2012

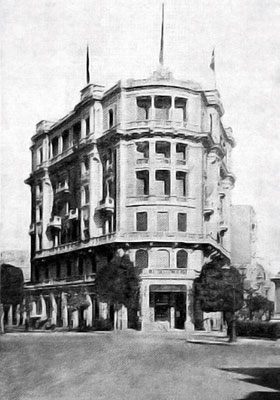
مقهى جروبي عام 1924

مقهى جروبي مقهي عريق وقديم بميدان طلعت حرب بالقاهرة. اسسه جاكومو جروبي (بالإيطالية Giacomo Groppi ـ 1863 - 1947), سويسري جاء إلى مصر في ثمانينيات القرن التاسع عشر. أنشأ مع ابنه مطعمًا ومتجرًا لبيع الحلوى يحملان اسمه في وسط القاهرة، أحدهما بميدان طلعت حرب (سليمان باشا سابقا), والآخر بشارع عدلي.
تضاعف النجاح بعد أن افتتح محلين أصغر وأكثر بساطة يقدم فيهما الشطائر والحلوى والمشروبات وقوفا على الطريقة الأمريكية، كما لم يكتفِ جاكومو بالمحلاّت الأربعة فكان يعمل على توصيل طلبات خارجية مثل إقامة الولائم في بيوت الوزراء والكبراء.

## البعد الثقافي
لم يكن جروبي مجرد مطعم ومقهى على الطراز الفرنسيّ، وإنما جاء كمشروع ثقافي يرسي ذوقا وتقاليد جديدة، حيث أعتبر مركزا من مراكز الحداثة، فكان يقيم العديد من الحفلات الراقصة، ويستقدم الفرق الموسيقيّة، ويعرض في حديقته الخلفيّة عددا من الأفلام السينمائيّة.
أدخل جروبّي إلى مصر للمرة الأولى أنواعا جديدة من الشيكولاتة والعصائر المركزة والمربى والجبن، وكرات مثلجة من الحليب والشيكولاتة وعصير الفواكه، وأنواع جديدة من الحلوى كانت اسمائها جديدة وقتها: كريم شانتي، مارون جلاسيه، جيلاتي، ميل فوي، إكلير، بُول دي شوكولاه، وغيرها.
و تم تصوير العديد من الافلام العربية بالمحل اشهرها «العتبة الخضرا» و«يوم من عمرى» و«عمارة يعقوبيان»، و«صايع بحر» ومسلسل "جمهورية زفتى"

## البيع
قام «شيزار» و«بيانكى» آخر ورثة المحل عن جدهم ومؤسسه «جروبى»، ببيع المحل إلى الشركة العربية للأغذية سنه 1981 م.
قامت الشركة العربية للأغذية بالمحافظة علي طابع المحل التقليدي من حيث الشكل والمضمون

## جروبي الآن

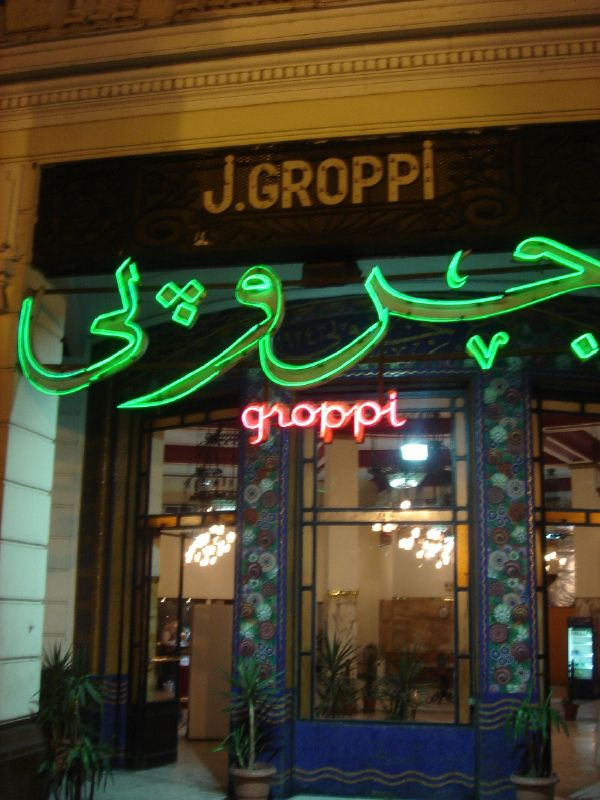
مقهى «جروبي» بميدان طلعت حرب القاهرة

من خارج المطعم تظهر العلامة التجارية «جروبى» بحروف عربية وأخرى لاتينية تجعل من يراها يدرك أنه أمام محل ذو طابع خاص، وليس كباقي المحال الحديثة، كما يظهر المعمار الأوروبي لنهاية القرن التاسع عشرة للعمارة التي تعلو المحل، ومن الداخل لايزال يحتفظ المحل ببعض الآثاث القديم الذي يرجع لبدايات القرن العشربن ويعطي أيضاً الأثاث أنطباعاً بفترة السبعينات من القرن الماضي.
عند دخولك من باب المحل تجذبك موسيقى «الساكس فون» لتعيش في أجواء هادئة، وبخلاف ما نراه الآن في محال الوجبات السريعة من زى ذى طابع حديث للعاملين، نجد أن العاملين بمحل جروبي محتفظين بملابسهم الكلاسيكية الأنيقة فيرتدوا زياً مكوناً من قميص وبنطلون وسديري وبابيون